# Levi Lazar Hellwitz
Levi Lazar Hellwitz (* 4. Juli 1786 in Beverungen; † 1860 ebenda) war ein deutscher Kaufmann und Geldhändler. Er war von 1825 bis 1837 Obervorsteher der Landjudenschaft des Herzogtums Westfalen und Vertreter eines liberalen Reformjudentums.

## Leben
Sein Vater war Kaufmann und Munizipalrat während des Königreichs Westphalen. Hellwitz selbst diente als Premierleutnant in der Bürgergarde von Beverungen und war als Syndikatssekretär beim jüdischen Konsistorium zuständig für die Gegend um Warburg. Er war auch als Gehilfe eines Rabbiners angestellt.
Später zog er nach Werl, um dort zu heiraten. Er arbeitete hauptberuflich als Kaufmann und Geldhändler. Er hat in Werl zur Erweiterung und Verschönerung der Synagoge beigetragen. Dort hielt er auch eine Reihe von Vorträgen, die auf positive Resonanz stießen und daher im Druck erschienen. Er hat 1816 die Vereinigung des Herzogtums Westfalen mit Preußen in einer Rede in der Synagoge begrüßt. Im Jahr 1819 veröffentlichte er die Schrift: Die Organisation der Israeliten in Deutschland. Ein Versuch. Die Schrift hat er an zahlreiche europäische und deutsche Herrscher gesandt, in der Hoffnung, dass diese von den Vorschlägen Gebrauch machen würden.
Zwischen 1825 und 1827 war er Obervorsteher der Landsjudenschaft für das Herzogtum Westfalen. Im Jahr 1825 beantragte er, um den örtlichen Schützenverein für Juden zu öffnen, seine Aufnahme. Die Mehrheit der Mitglieder lehnte dies gegen eine aufgeklärte Minderheit um den Bürgermeister und einen Teil der Vereinsspitze ab. Die Mehrheit argumentierte, dass die Juden keine vollen staatsbürgerlichen Rechte hätten und verwies auf den christlichen Charakter des Schützenfestes. Die Anhänger von Hellwitz gaben sich damit nicht zufrieden und riefen zur Toleranz gegenüber Andersgläubigen auf. Als sie beim Schützenfest erschienen, führte dies zu handgreiflichen Auseinandersetzungen, die als Hellwitz-Tumult bekannt wurden. Am Abend soll ein Anhänger der „Judenpartei“ sogar erschlagen worden sein. Schließlich musste sogar der Ausnahmezustand verhängt werden. Die örtliche Bürgerwehr und ein Trupp Husaren stellte die Ordnung wieder her. Hellwitz verließ die Stadt und lebte danach in Soest.
Innerjüdisch war er wie der Landesrabbiner Joseph Abraham Friedländer Anhänger weit gehender Reformen bis hin zur Assimilation.  Er gehörte dem 1819 gegründeten liberal-reformerischen Verein für Cultur und Wissenschaft der Juden an. Er verfasste 1826 eine Erwiderung auf Gutachten der Regierungen in Arnsberg, Minden und Münster für den westfälischen Provinziallandtag unter dem Titel Die Verbesserung der sittlichen und bürgerlichen Verhältnisse der Juden. Er plädierte dafür, dass man zumindest den akkulturationswilligen Juden die gleichen bürgerlichen Rechte wie der übrigen Bevölkerung zubilligen möge.
In der innerjüdischen Reformdebatte in Westfalen war er der liberale Hauptkontrahent gegenüber dem eher konservativen Abraham Sutro. Bereits in den 1830er Jahren beschwerte sich Sutro über Hellwitz bei der Regierung in Berlin. Als Hellwitz in den späten 1840er Jahren begann, die Gemeinde in Soest zu reformieren, nahm der Streit an Schärfe zu. Sutro warf Hellwitz vor, dass er sich Kompetenzen anmaße, die nur einem Rabbiner zuständen. Er forderte schließlich die Gemeindemitglieder auf, Hellwitz nicht länger zu folgen.

## Werke
- Die Organisation der Israeliten in Deutschland : ein Versuch. Arnsberg, 1837 Digitalisat